# Amelora australis
Amelora australis är en fjärilsart som beskrevs av Eduard Rosenstock 1885. Amelora australis ingår i släktet Amelora och familjen mätare. Inga underarter finns listade i Catalogue of Life.